# 광남로 (부산)
광남로는 부산광역시 수영구 남천동 KBS삼거리와 민락동 민락교를 잇는 부산광역시의 도로이다. 광안동, 남천동을 주로 통과하는 도로이기 때문에 이 두 지역 명칭을 따서 '광남로'라 명명되었다. 부산광역시도 제2003호선의 일부를 구성한다.

## 주요 경유지
부산광역시
- 수영구 남천동 - 광안동 - 민락동

## 노선
| 이름                  | 접속 노선                               | 소재지     | 소재지 | 비고 |
| --------------------- | --------------------------------------- | ---------- | ------ | ---- |
| KBS삼거리             | 부산광역시도 제20호선 (수영로) 남천동로 | 부산광역시 | 수영구 | 시점 |
| 수영구청 교차로       | 남천동로                                | 부산광역시 | 수영구 |      |
| (이름 없음)           | 남천바다로                              | 부산광역시 | 수영구 |      |
| 광안리해수욕장 교차로 | 광안로                                  | 부산광역시 | 수영구 |      |
| 동방오거리            | 감포로 민락로 수영로606번길             | 부산광역시 | 수영구 |      |
| 민락동 교차로         | 민락본동로                              | 부산광역시 | 수영구 |      |
| (민락교 서단)         | 부산광역시도 제2401호선 (광안해변로)    | 부산광역시 | 수영구 |      |
| 민락교                |                                         | 부산광역시 | 수영구 |      |
| 해운대해변로와 직결   |                                         |            |        |      |

## 주요 건물 및 시설
- 남부산등기소 (부산광역시 수영구 광남로 26)
- 서호병원 (부산광역시 수영구 광남로 117)